# 24838 Abilunon
24838 Abilunon este un asteroid din centura principală de asteroizi.

## Descriere
24838 Abilunon este un asteroid din centura principală de asteroizi. A fost descoperit pe 23 octombrie 1995 la Observatorul Kleť de Miloš Tichý. Asteroidul prezintă o orbită caracterizată de o semiaxă mare de 2,37 ua, o excentricitate de 0,22 și o înclinație de 3,4° în raport cu ecliptica.